# Powiat dyneburski

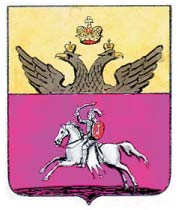
Herb dyneburski przyjęty w 1781 roku

Powiat lub ujezd dyneburski, dawny powiat Inflant polskich, od 1667 stanowił siedzibę województwa inflanckiego, od 1772 powiat guberni witebskiej. Siedzibą był Dyneburg na Łotwie.